# Lissolongichneumon paulofuscus
Lissolongichneumon paulofuscus là một loài tò vò trong họ Ichneumonidae.